# Alair
Alair de Souza Camargo Júnior (ur. 27 stycznia 1982) – brazylijski piłkarz występujący na pozycji obrońcy.

## Kariera klubowa
Od 2001 do 2013 roku występował w klubach Shimizu S-Pulse, Ventforet Kofu, Veranópolis, Birmingham City, Chapecoense, Ehime FC i Kyoto Sanga FC.